# Szonowo (gromada)
Szonowo – dawna gromada, czyli najmniejsza jednostka podziału terytorialnego Polskiej Rzeczypospolitej Ludowej w latach 1954–1972.
Gromady, z gromadzkimi radami narodowymi (GRN) jako organami władzy najniższego stopnia na wsi, funkcjonowały od reformy reorganizującej administrację wiejską przeprowadzonej jesienią 1954 do momentu ich zniesienia z dniem 1 stycznia 1973, tym samym wypierając organizację gminną w latach 1954–1972.
Gromadę Szonowo z siedzibą GRN w Szonowie (obecnie są to dwie wsie: Szonowo i Szonowo Królewskie) utworzono – jako jedną z 8759 gromad na obszarze Polski – w powiecie grudziądzkim w woj. bydgoskim, na mocy uchwały nr 24/6 WRN w Bydgoszczy z dnia 5 października 1954. W skład jednostki weszły obszary dotychczasowych gromad Goczałki, Jakubkowo, Kozłowo, Plęsewo, Święte i Szonowo ze zniesionej gminy Łasin w tymże powiecie. Dla gromady ustalono 23 członków gromadzkiej rady narodowej.
10 kwietnia 1956 (z mocą obowiązującą wstecz od 29 lutego 1956) do gromady Szonowo włączono część wsi Widlice o obszarze 9,75,67 ha (działka parc. II bez księgi wieczystej z parcelacji majątku Widlice) z gromady Lisnowo w tymże powiecie.
1 stycznia 1958 z gromady Szonowo wyłączono wieś Jakubkowo, włączając ją do nowo utworzonej gromady Łasin.
Gromadę zniesiono 31 grudnia 1959, a jej obszar włączono do gromady Łasin w tymże powiecie.